# Les Chevaliers de l'Aventure
Les Chevaliers de l'Aventure est une collection hebdomadaire de romans populaires, éditée à partir de 1930 par la Librairie Jules Tallandier. 
Lancée au prix de 1,50 francs pour 128 pages, la première série paraît un mercredi sur deux et est d'abord consacrée exclusivement à la réédition partielle de la suite romanesque intitulée Le Tour du monde de deux gosses (1908-1911), écrite par Arnould Galopin et Henry de La Vaulx en 23 fascicules ; elle a pour sous-titre « Grandes aventures et voyages excentriques ». 
Elle s'ouvre à d'autres auteurs à partir du numéro 24, et paraît un samedi sur deux. 
Une nouvelle série, amorcée en 1933, passe à 1 franc le volume pour 96 pages en moyenne, et réédite plusieurs titres d'autres collections populaires de l'éditeur. Les couvertures sont de Maurice Toussaint.
La collection amorce ensuite une dernière série, non numérotée, jusque dans les années 1940.

## Liste des titres de la collection

### Première série
- 1. Le Tour du monde de deux gosses par Arnould Galopin et Henry de La Vaulx, 1925
- 2. Sur la terre hindoue par Arnould Galopin et Henry de La Vaulx, 1931
- 3. L'Idole de Rhagalpour par Arnould Galopin et Henry de La Vaulx, 1931
- 4. Les Rescapés du sous-marin par Arnould Galopin et Henry de La Vaulx, 1931
- 5. La Route sans fin par Arnould Galopin et Henry de La Vaulx, 1931
- 6. Terre de misère par Arnould Galopin et Henry de La Vaulx, 1931
- 7. Les Robinsons de la banquise par Arnould Galopin et Henry de La Vaulx, 1931
- 8. Les Vainqueurs du pôle par Arnould Galopin et Henry de La Vaulx, 1931
- 9. L'Ennemi invisible par Arnould Galopin et Henry de La Vaulx, 1931
- 10. Le Vapeur mystérieux par Arnould Galopin et Henry de La Vaulx, 1931
- 11. Les Écumeurs du Pacifique par Arnould Galopin et Henry de La Vaulx, 1931
- 12. Le Prisonnier du "Big" par Arnould Galopin et Henry de La Vaulx, 1931
- 13. Les Chercheurs d'or par Arnould Galopin et Henry de La Vaulx, 1931
- 14. Les Étrangleurs de la sierra par Arnould Galopin et Henry de La Vaulx, 1931
- 15. Le Roi de la montagne par Arnould Galopin et Henry de La Vaulx, 1931
- 16. La Caverne de la mort par Arnould Galopin et Henry de La Vaulx, 1931
- 17. L'Attaque du Pacific-Railway par Arnould Galopin et Henry de La Vaulx, 1931
- 18. La Randonnée tragique par Arnould Galopin et Henry de La Vaulx, 1931
- 19. Le Chemin des nuages par Arnould Galopin et Henry de La Vaulx, 1931
- 20. L'Oiseau blanc par Arnould Galopin et Henry de La Vaulx, 1931
- 21. Dans la pampa par Arnould Galopin et Henry de La Vaulx, 1931
- 22. L'Hacienda maudite par Arnould Galopin et Henry de La Vaulx, 1931
- 23. La Capture du tigre par Arnould Galopin et Henry de La Vaulx, 1932
- 24. "Sans le sou" chez les diables jaunes par Louis Boussenard, 1932
- 25. La Pagode au miroir d'argent par Paul Dancray, 1932
- 26. La Bague à secret par Sreïd, 1932
- 27. Les Buveurs d'océan par H. J. Magog, 1932
- 28. Les Captifs de la Vierge rouge par Pierre Demousson, 1932
- 29. Le Fantôme de l'Atlantique par Jacques Cézembre, 1932
- 31. L'Énigme de Samarkand par Jacques Chambon
- 32. L'Homme rouge par Raoul Le Jeune, 1932
- 33. Le Grand Courant par Jean Petithuguenin, 1932
- 34. Watahah la mystérieuse par Paul Dancray, 1932
- 35. Les Compagnons du "Vautour" par H.-R. Woestyn, 1932
- 36. Les Pionniers de Fachoda par Pierre Loevenbruck, 1932
- 37. Dans la forêt africaine par Raoul Le Jeune, 1932
- 38. L'Inconnu de la sierra par Pierre Renaud, 1932
- 39. Un jour d'orage par Étienne de Riche, 1932
- 40. Sam, roi des Bootleggers par Jean Normand, 1932
- 41. Le Rancho de l'effroi par Jorge El Macho, 1932
- 42. Les Conquérants des mines d'argent par Paul Dancray, 1932
- 43. Le Champion fantôme par Jacques Cézembre, 1932
- 44. Le Commandant de "l'Aquilon" par Pierre Demousson, 1933
- 45. La Proie de la tigresse par Maurice de Moulins, 1933
- 46. Une mission internationale dans la lune par Jean Petithuguenin, 1933
- 47. Les Écumeurs de pampa par Gustave Le Rouge, 1933
- 48. Les Flibustiers de la Malaisie par Emilio Salgari, 1933
- 49. Au milieu des coupeurs de têtes par Emilio Salgari, 1933
- 50. Le Fils du corsaire par Guy Vander, 1933
- 51. La Steppe de la faim par Pierre Demousson, 1933

### Nouvelle série
- 1. L'Évadé n° 305 par Albert Bonneau, 1933
- 2. Les Prisons flottantes par Georges Le Faure, 1933
- 3. Les Millions du squatter par Paul Dancray, 1933
- 4. L'Empereur de la brousse par Jorge El Macho, 1933
- 5. Prisonnier au fond des mers par Raoul le Jeune, 1933
- 6. Djellani, vendeur d'hommes par Marcel Vigier, 1933
- 7. La Peur du tigre par Léon Lambry, 1933
- 8. L'Île aux étranges mortes par Jorge El Macho, 1933
- 9. La Jeune Inconnue par Raoul Le Jeune, 1933
- 10. Les Prospecteurs de radium par Jean Normand, 1933
- 11. Les Pirates de Changhaï par Pierre Dennys, 1933
- 12. Les Hommes de Triagoz par Maurice Champagne, 1933
- 13. Siva Tamby par Emmanuel Fournier, 1933
- 14. Le Collier mortel par Albert Bonneau, 1933
- 15. L'Oncle de Bornéo par Marcel Vigier, 1933
- 16. Le Mystérieux Cow-boy par Claude Maria, 1933
- 17. Le Mousse de la "Mitrailleuse" par Pierre Demousson, 1933
- 18. Les Parias de l'Amazone par Jorge El Macho, 1933
- 19. L'Épave du "Nicobar" par Jean Normand, 1933
- 20. Les Voleurs de bestiaux du Brazos par Maurice de Moulins, 1933
- 21. Au pays des fakirs par Paul Dancray, 1933
- 22. La Perle bleue par J. du Valbenoit, 1933
- 23. Les Chasseurs de trésor par Jorge El Macho, 1933
- 24. Le Bloc d'ambre gris par Elie Montfort, 1933
- 25. La Barrière de feu par Maurice de Moulins
- 26. Le Soleil du monde par André Falcoz, 1933
- 27. Les Pirates de Tumuc-Humac par Jean Normand
- 28. Le Vol de la Federal-Bank par Albert Bonneau
- 29. La Reine des invisibles par Frédéric Valade, 1934
- 30. L'Amiral des sables par Hervé de Peslouan
- 31. L'Énigme de Samarkand par Jacques Chambon
- 32. La Redoute des loups par Georges Le Faure
- 33. Le Prospecteur de la Green River par Maurice de Moulins, 1934
- 34. Les Maîtres de l'Himalaya par Paul Dancray, 1934
- 35. La Fiancée du gaucho par Frédéric Valade, 1934
- 36. Les Naufragés du "Sakhaline" par Léon Lambry, 1934
- 37. Les Croisés de la mer par Pierre Mariel, 1934
- 38. La Chance de Dick Maitland par Albert Bonneau, 1934
- 39. L'Avion volé par Marcel Vigier, 1934
- 40. L'Invasion rouge par Albert Bonneau, 1934
- 41. Le Secret du yogi par Maurice Champagne, 1934
- 42. Les Millions du Tchantoung par Paul Dancray, 1934
- 43. L'Hacienda sans nom par Jacques de Chambon, 1934
- 44. La Révolte des monstres par Norbert Sevestre, 1934
- 45. Les Exploits de Mam'zelle Guignol par Georges Le Faure, 1934
- 46. Vers l'Alaska en canoë par le capitaine Thomas Mayne Reid
- 47. Le Pendu du ranch 27 par Maurice de Moulins, 1934
- 48. Le Secret des Incas par Jean Petithuguenin, 1934
- 49. Barberousse le négrier par Félix Léonnec, 1934
- 50. Les Nègres blonds de l'île maudite par Jacques Cézembre, 1934
- 51. Le Voilier maudit par Léon Lambry, 1934
- 52. Sous les griffes du monstres par René Thévenin, 1934